# Aaron Yan
Aaron Yan (chinês tradicional: 炎亞綸, chinês simplificado: 炎亚纶, pinyin: Yán Yǎlún) é um cantor e ator taiwanês.

## Filmografia
| Ano  | Título                 | Papel                              | Canal     | Notas                              |
| ---- | ---------------------- | ---------------------------------- | --------- | ---------------------------------- |
| 2004 | I Love My Wife         | —                                  | Azio TV   | Artista convidado                  |
| 2005 | It Started With a Kiss | Ah Bu (阿布)                       | CTV       | Elenco de apoio                    |
| 2005 | KO One                 | Ding Xiao Yu                       | GTV       | Elenco principal                   |
| 2007 | The X-Family           | Jiu Da Zhang Lao Wu / Ding Xiao Yu | GTV       | Elenco principal                   |
| 2007 | They Kiss Again        | Ah Bu (阿布)                       | CTV       | Elenco de apoio                    |
| 2008 | Pi Li MIT              | Zhan Shi De / 007                  | GTV       | Elenco principal                   |
| 2009 | K.O.3an Guo            | Jiu Da Zhang Lao Wu / Ding Xiao Yu | FTV / GTV | Artista convidado                  |
| 2010 | Love Buffet            | Chen Wen Qing / Chen Tian Qing     | FTV       | Elenco principal                   |
| 2010 | Gloomy Salad Days      | Shen Qi                            | PTS       | Elenco principal                   |
| 2011 | Sunny Girl             | Himself                            | TTV       | Artista convidado                  |
| 2012 | Alice in Wonder City   | He Ting Yu                         | CTS       | Artista convidado                  |
| 2013 | Just You               | Qi Yi                              | SETTV     | Artista convidado                  |
| 2014 | A Time of Love         | Chan Dai Tin                       | TVB Jade  | Artista convidado, Cartoon / Comic |
| 2014 | Fall In Love With Me   | Lu Tian Xing / Xiao Lu             | TTV       | Elenco principal                   |
| 2015 | Dear Mom               | Shika                              | SETTV     | Camafeu                            |
| 2016 | Refresh Man            | Ji Wen Kai                         | SETTV     | Elenco principal                   |

## Discografia

### Singles
| Ano  | Título/Faixa            | Artistas  | Notas                |
| ---- | ----------------------- | --------- | -------------------- |
| 2007 | Yuan Yi Bu Ai Ni        | Ele mesmo | The X-Family OST     |
| 2012 | Yuan Lai                | Ele mesmo | Alice in Wonder City |
| 2013 | Dang Bu Zhu De Tai Yang | Ele mesmo | Just You             |
| 2014 | 1/2 (二分之一)          | com G.NA  | Fall in Love with Me |
| 2014 | Tai Bei Chen Shui Le    | Ele mesmo | Fall in Love with Me |
| 2014 | Wei Yi De Mei Gui       | Ele mesmo | Fall in Love with Me |
| 2014 | Mei Gui Ju              | Ele mesmo | Fall in Love with Me |
| 2014 | Duo Yu De Wo            | Ele mesmo | Fall in Love with Me |
| 2014 | Zhe Bu Shi Wo           | Ele mesmo | Fall in Love with Me |
|      | Yi Dao Bu Jian (NO CUT) | Ele mesmo | Mini-álbum           |
| 2015 | Moisturizing            | Ele mesmo | Singles japoneses    |

### Singles digitais
| Ano  | Faixa                                | Estúdio / Álbun                     | Artistas               |
| ---- | ------------------------------------ | ----------------------------------- | ---------------------- |
| 2005 | Yi Ge Ren Liu Lang                   | KO One Álbum                        | Fahrenheit             |
| 2006 | Zhi Dui Ni You Gan Jue               | Tokyo Juliet OST                    | Fahrenheit e Hebe Tien |
| 2006 | Chao Xi Huan Ni                      | Hanazakarino Kimitachihe Soundtrack | Fahrenheit             |
| 2006 | Wo You Wo De Young (I Have My Youth) | Hanazakarino Kimitachihe Soundtrack | Fahrenheit             |
| 2006 | Ai Dao (Love Arrives)                | Hanazakarino Kimitachihe Soundtrack | Fahrenheit             |
| 2007 | Bu Hui Ai                            | The X-Family Soundtrack             |                        |
| 2007 | Chu Shen Ru Hua                      | The X-Family Soundtrack             |                        |
| 2007 | Xin Wo                               | Romantic Princess                   | Fahrenheit e S.H.E.    |
| 2008 | Heng Xing (Star)                     | Rolling Love OST                    | Fahrenheit             |
| 2008 | Dong Mai (Artery)                    | Mysterious Incredible Terminator OP | Fahrenheit             |
| 2009 | Mo Mo (Silently)                     | ToGetHer Soundtracks                | Fahrenheit             |
| 2009 | Yue Lai Yue Ai                       | ToGetHer Soundtracks                | Fahrenheit             |

### EP e álbuns
| Ano  | Álbun       | Artistas  | Gravadora                             | Detalhes                                                                |
| ---- | ----------- | --------- | ------------------------------------- | ----------------------------------------------------------------------- |
| 2011 | The Next Me | Ele mesmo | HIM International Music e Pony Canyon | - Título chinês: 下一個炎亞綸 - Data de lançamento: 25 de março de 2011 |
| 2012 | The Moment  | Ele mesmo | HIM International Music e Pony Canyon | - Título chinês: 紀念日 - Data de lançamento: 19 de outubro de 2012     |
| 2014 | Drama       | Ele mesmo | HIM International Music               | - Data de lançamento: 30 de maio de 2014                                |
| 2014 | Cut         | Ele mesmo | HIM International Music               | - Data de lançamento: 27 de junho de 2014                               |

## Prêmios e indicações
| Ano  | Prêmio                       | Categoria                           | Trabalho nomeado     | Resultado |
| ---- | ---------------------------- | ----------------------------------- | -------------------- | --------- |
| 2009 | 1st Degree Idol Drama Awards | Best Onscreen Couple (com Gui Gui)  | Pi Li MIT            | Venceu    |
| 2012 | HITO Radio Music Awards      | Melhor novo vocalista               | Ele mesmo            | Venceu    |
| 2012 | HITO Radio Music Awards      | Melhor novo vocalista               | Ele mesmo            | Venceu    |
| 2013 | Sanlih Drama Awards          | Melhor ator                         | Just You             | Indicado  |
| 2013 | Sanlih Drama Awards          | Melhor casal na tela (com Puff Kuo) | Just You             | Venceu    |
| 2013 | Sanlih Drama Awards          | Melhor beijo (com Puff Kuo)         | Just You             | Indicado  |
| 2013 | Sanlih Drama Awards          | Melhor chorando (com Puff Kuo)      | Just You             | Indicado  |
| 2013 | Sanlih Drama Awards          | Melhor no exterior                  | Just You             | Indicado  |
| 2013 | Sanlih Drama Awards          | Prêmio popularidade (Weibo)         | Just You             | Venceu    |
| 2013 | HITO Radio Music Awards      | Melhor cantor masculino             | Ele mesmo            | Venceu    |
| 2014 | Sanlih Drama Awards          | Melhor ator                         | Fall In Love With Me | Venceu    |
| 2014 | Sanlih Drama Awards          | Melhor casal na tela (com Tia Lee)  | Fall In Love With Me | Indicado  |
| 2014 | Sanlih Drama Awards          | Melhor beijo (com Tia Lee)          | Fall In Love With Me | Indicado  |
| 2014 | Sanlih Drama Awards          | Melhor chorando (com Tia Lee)       | Fall In Love With Me | Indicado  |
| 2014 | Sanlih Drama Awards          | Prêmio China Wave                   | Fall In Love With Me | Indicado  |
| 2014 | Sanlih Drama Awards          | Prêmio popularidade (Weibo)         | Fall In Love With Me | Venceu    |